# Zé Roberto (Fußballspieler, 1980)
Zé Roberto (* 9. Dezember 1980 in Itumbiara; bürgerlich José Roberto de Oliveira) ist ein ehemaliger brasilianischer Fußballspieler, der zuletzt bei Botafogo FC unter Vertrag stand. Während seiner Zeit beim FC Schalke 04 wurde er in Deutschland aufgrund des ebenfalls in der Bundesliga aktiven Zé Roberto als „Zé Roberto II“ bekannt.

## Karriere
Den ersten Versuch, im europäischen Fußball Fuß zu fassen, unternahm Zé Roberto im Jahr 2001 bei Benfica Lissabon. Er konnte sich dort jedoch nicht durchsetzen, sodass er nach nur sechs Monaten Portugal wieder in Richtung Brasilien verließ. In seinem Heimatland spielte er dann bis Anfang 2008 für verschiedene Vereine und konnte durch gute Leistungen auch wieder die Aufmerksamkeit europäischer Vereine auf sich ziehen.
Im Dezember 2007 absolvierte Zé Roberto eine sportmedizinische Untersuchung beim FC Schalke 04, wo er am 4. Januar 2008 einen bis zum 30. Juni 2011 laufenden Vertrag unterschrieb.
Sein erstes und einziges Tor für die Knappen erzielte er gleich in seinem ersten Bundesligaspiel am 3. Februar 2008 beim Sieg gegen den VfB Stuttgart. Er traf in der Nachspielzeit, nur 113 Sekunden nach seiner Einwechslung für Ivan Rakitić, zum 4:1-Endstand.
Nachdem Zé Roberto in der Winterpause 2008/09 in brasilianischen Medien ankündigte, zum Schalker Trainingsauftakt nicht in Gelsenkirchen zu erscheinen, machte er diese Ankündigung wahr, ohne Schalke direkt darüber zu informieren. Der Verein betrachtete sein Vorgehen als Verstoß gegen seinen Arbeitsvertrag.
Im Januar 2009 wurde er für den Rest des Jahres an Flamengo Rio de Janeiro ausgeliehen, mit dem er brasilianischer Meister wurde. Nach der Winterpause kam er am 6. Januar 2010 verspätet nach Gelsenkirchen zurück.
Zur Saison 2010/11 wechselte er zum brasilianischen Verein CR Vasco da Gama. Im Januar 2011 wechselte Zé Roberto zu Internacional Porto Alegre und nur ein Jahr später weiter zum EC Bahia. Danach trat er bis 2015 für unterklassige Klubs seiner Heimat an und beendete dann seine aktive Laufbahn.

## Erfolge
Vitória
- Copa do Nordeste : 2003

Flamengo
- Campeonato Brasileiro de Futebol: 2009